# Anotaspis lepelleyi
Anotaspis lepelleyi är en insektsart som beskrevs av De Lotto 1956. Anotaspis lepelleyi ingår i släktet Anotaspis och familjen pansarsköldlöss.
Artens utbredningsområde är Kenya. Inga underarter finns listade i Catalogue of Life.